# Hieracium nesaeum
Hieracium nesaeum es una especie de planta con flor del género Hieracium, de la familia Asteraceae, orden Asterales.

## Distribución
Hieracium nesaeum se distribuye por Estonia.

## Taxonomía
Fue descrita científicamente por Üksip.